# Matthew Ebden
Matthew Ebden, né le 26 novembre 1987 à Durban en Afrique du Sud, est un joueur de tennis australien, professionnel depuis 2006.
Il se spécialise en double à partir de 2021. Il remporte le tournoi de Wimbledon 2022 avec Max Purcell et l'Open d'Australie 2024 avec Rohan Bopanna. Le 26 février 2024, peu après sa victoire à l'Open d'Australie, il devient numéro 1 mondial du classement ATP en double. Il remporte la médaille d'or aux Jeux olympiques 2024 en double avec John Peers.

## Carrière
Né en Afrique du Sud, Matt Ebden vit en Australie depuis l'âge de 12 ans. Diplômé de la Hale School à Perth, il a intégré l'Université d'Australie-Occidentale afin de suivre des études de commerce et de droit mais a finalement renoncé pour devenir joueur de tennis professionnel.
En simple, il a remporté six tournois ITF et neuf tournois Challenger : Nottingham, Melbourne, Yokohama et Toyota en 2013, Surbiton et Traralgon en 2015 et Canberra, à nouveau Toyota en 2017 et Busan en 2018. En double, il compte onze titres e Futures et six en Challenger.
Classé 696e lors de l'Open d'Australie 2017 après s'être blessé à un genou, il réintègre le top 100 à la fin de la saison grâce à son titre au Challenger de Canberra. Au cours de cette saison, il atteint sa première et unique finale sur le circuit ATP au tournoi de Newport. C'est en 2018 qu'il réalise ses meilleures performances à commencer par une victoire sur John Isner à l'Open d'Australie. Il bat ensuite Sam Querrey à Acapulco, David Goffin à Wimbledon mais aussi Dominic Thiem à Shanghai. Il est par ailleurs demi-finaliste à Bois-le-Duc et Atlanta, quart de finaliste à Halle, Chengdu et au Masters de Shanghai. Il finit l'année au 39e rang mondial. Il délaisse les tournois en simple au profit du double à partir de 2022.
En double, il a remporté onze titres ATP dont Wimbledon 2022 avec Max Purcell, l'Open d'Australie 2024 avec Rohan Bopanna et atteint treize autres finales dont celles de l'Open d'Australie 2022 et de l'US Open 2023. En double mixte, il a remporté l'Open d'Australie 2013 avec Jarmila Gajdošová.
À la suite de sa victoire en double à l'Open d'Australie 2024, il devient en février numéro 1 mondial du classement ATP.
Il fait partie de l'équipe d'Australie de Coupe Davis depuis 2012.
En dehors du circuit professionnel, il a notamment remporté la médaille de bronze des Jeux du Commonwealth en 2010 en simple. En mars 2024, il remporte la première édition du tournoi de double mixte d'Indian Wells (non pris en compte par les palmarès officiels) au côté de sa compatriote Storm Hunter.

## Palmarès

### Finale en simple messieurs
| No | Date       | Nom et lieu du tournoi                       | Catégorie | Dotation  | Surface      | Vainqueur  | Score     |          |
| -- | ---------- | -------------------------------------------- | --------- | --------- | ------------ | ---------- | --------- | -------- |
| 1  | 17-07-2017 | Dell Technologies Hall of Fame Open, Newport | ATP 250   | 535 625 $ | Gazon (ext.) | John Isner | 6-3, 7-64 | Parcours |

### Titres en double messieurs
| No | Date       | Nom et lieu du tournoi                                       | Catégorie     | Dotation      | Surface      | Partenaire     | Finalistes                                 | Score                      |          |
| -- | ---------- | ------------------------------------------------------------ | ------------- | ------------- | ------------ | -------------- | ------------------------------------------ | -------------------------- | -------- |
| 1  | 04-07-2011 | Campbell's Hall of Fame Tennis Championships Newport         | ATP 250       | 442 500 $     | Gazon (ext.) | Ryan Harrison  | Johan Brunström Adil Shamasdin             | 4-6, 6-3, [10-5]           | Parcours |
| 2  | 18-07-2011 | Atlanta Tennis Championships Atlanta                         | ATP 250       | 531 000 $     | Dur (ext.)   | Alex Bogomolov | Matthias Bachinger Frank Moser             | 3-6, 7-5, [10-8]           | Parcours |
| 3  | 16-07-2012 | BB&T Atlanta Open Atlanta                                    | ATP 250       | 477 900 $     | Dur (ext.)   | Ryan Harrison  | Xavier Malisse Michael Russell             | 6-3, 3-6, [10-6]           | Parcours |
| 4  | 24-02-2014 | Abierto Mexicano Telcel Acapulco                             | ATP 500       | 1 309 770 $   | Dur (ext.)   | Kevin Anderson | Feliciano López Max Mirnyi                 | 6-3, 6-3                   | Parcours |
| 5  | 04-04-2022 | Fayez Sarofim & Co. US Men's Clay Court Championship Houston | ATP 250       | 594 950 $     | Terre (ext.) | Max Purcell    | Ivan Sabanov Matej Sabanov                 | 6-3, 6-3                   | Parcours |
| 6  | 29-06-2022 | The Championships Wimbledon                                  | G. Chelem     | 18 652 000 £  | Gazon (ext.) | Max Purcell    | Nikola Mektić Mate Pavić                   | 7-65, 63-7, 4-6, 6-4, 7-62 | Parcours |
| 7  | 21-08-2022 | Winston-Salem Open Winston-Salem                             | ATP 250       | 731 935 $     | Dur (ext.)   | Jamie Murray   | Hugo Nys Jan Zieliński                     | 6-4, 6-2                   | Parcours |
| 8  | 20-02-2023 | Qatar ExxonMobil Open Doha                                   | ATP 250       | 1 377 025 $   | Dur (ext.)   | Rohan Bopanna  | Constant Lestienne Botic van de Zandschulp | 65-7, 6-4, [10-6]          | Parcours |
| 9  | 08-03-2023 | BNP Paribas Open Indian Wells                                | Masters 1000  | 8 800 000 $   | Dur (ext.)   | Rohan Bopanna  | Wesley Koolhof Neal Skupski                | 6-3, 2-6, [10-8]           | Parcours |
| 10 | 14-01-2024 | Australian Open Melbourne                                    | G. Chelem     | 38 923 200 A$ | Dur (ext.)   | Rohan Bopanna  | Simone Bolelli Andrea Vavassori            | 7-60, 7-5                  | Parcours |
| 11 | 20-03-2024 | Miami Open presented by Itaú Miami                           | Masters 1000  | 8 995 555 $   | Dur (ext.)   | Rohan Bopanna  | Ivan Dodig Austin Krajicek                 | 63-7, 6-3, [10-6]          | Parcours |
| 12 | 27-07-2024 | Summer Olympic Tennis Event Paris                            | J. olympiques | NC $          | Terre (ext.) | John Peers     | Austin Krajicek · Rajeev Ram               | 6-7, 7-61, [10-8]          | Parcours |

### Finales en double messieurs
| No | Date       | Nom et lieu du tournoi                 | Catégorie    | Dotation      | Surface      | Vainqueurs                               | Partenaire         | Score              |          |
| -- | ---------- | -------------------------------------- | ------------ | ------------- | ------------ | ---------------------------------------- | ------------------ | ------------------ | -------- |
| 1  | 09-01-2012 | Apia International Sydney              | ATP 250      | 434 250 $     | Dur (ext.)   | Bob Bryan Mike Bryan                     | Jarkko Nieminen    | 6-1, 6-4           | Parcours |
| 2  | 19-05-2019 | Banque Eric Sturdza Geneva Open Genève | ATP 250      | 524 340 €     | Terre (ext.) | Oliver Marach Mate Pavić                 | Robert Lindstedt   | 6-4, 6-4           | Parcours |
| 3  | 22-02-2021 | Singapore Tennis Open Singapour        | ATP 250      | 541 800 $     | Dur (ext.)   | Sander Gillé Joran Vliegen               | John-Patrick Smith | 6-2, 6-3           | Parcours |
| 4  | 19-01-2022 | Australian Open Melbourne              | G. Chelem    | 33 784 200 A$ | Dur (ext.)   | Thanasi Kokkinakis Nick Kyrgios          | Max Purcell        | 7-5, 6-4           | Parcours |
| 5  | 06-06-2022 | Libéma Open Bois-le-Duc                | ATP 250      | 648 130 €     | Gazon (ext.) | Wesley Koolhof Neal Skupski              | Max Purcell        | 4-6, 7-5, [10-6]   | Parcours |
| 6  | 17-10-2022 | Tennis Napoli Cup Naples               | ATP 250      | 612 000 €     | Dur (ext.)   | Ivan Dodig Austin Krajicek               | John Peers         | 6-3, 1-6, [10-8]   | Parcours |
| 7  | 13-02-2023 | ABN Amro Open Rotterdam                | ATP 500      | 2 074 505 €   | Dur (int.)   | Ivan Dodig Austin Krajicek               | Rohan Bopanna      | 7-65, 2-6, [12-10] | Parcours |
| 8  | 26-04-2023 | Mutua Madrid Open Madrid               | Masters 1000 | 7 705 780 €   | Terre (ext.) | Karen Khachanov Andrey Rublev            | Rohan Bopanna      | 6-3, 3-6, [10-3]   | Parcours |
| 9  | 30-08-2023 | US Open Flushing Meadows               | G. Chelem    | 29 148 800 $  | Dur (ext.)   | Rajeev Ram Joe Salisbury                 | Rohan Bopanna      | 2-6, 6-3, 6-4      | Parcours |
| 10 | 04-10-2023 | Rolex Shanghai Masters Shanghai        | Masters 1000 | 8 800 000 $   | Dur (ext.)   | Marcel Granollers Horacio Zeballos       | Rohan Bopanna      | 5-7, 6-2, [10-7]   | Parcours |
| 11 | 30-10-2023 | Rolex Paris Masters Paris              | Masters 1000 | 5 779 335 €   | Dur (int.)   | Santiago González Édouard Roger-Vasselin | Rohan Bopanna      | 6-2, 5-7, [10-7]   | Parcours |
| 12 | 08-01-2024 | Adelaide International Adélaïde        | ATP 250      | 661 585 $     | Dur (ext.)   | Rajeev Ram Joe Salisbury                 | Rohan Bopanna      | 7-5, 5-7, [11-9]   | Parcours |
| 13 | 24-06-2024 | Rothesay International Eastbourne      | ATP 250      | 740 160 €     | Gazon (ext.) | Neal Skupski Michael Venus               | John Peers         | 4-6, 7-62, [11-9]  | Parcours |

### Titre en double mixte
| No | Date       | Nom et lieu du tournoi    | Catégorie | Dotation      | Surface    | Partenaire        | Finalistes                      | Score    |          |
| -- | ---------- | ------------------------- | --------- | ------------- | ---------- | ----------------- | ------------------------------- | -------- | -------- |
| 1  | 14-01-2013 | Australian Open Melbourne | G. Chelem | 13 803 160 A$ | Dur (ext.) | Jarmila Gajdošová | Lucie Hradecká František Čermák | 6-3, 7-5 | Parcours |

### Finales en double mixte
| No | Date       | Nom et lieu du tournoi      | Catégorie | Dotation   | Surface      | Vainqueurs                    | Partenaire      | Score    |          |
| -- | ---------- | --------------------------- | --------- | ---------- | ------------ | ----------------------------- | --------------- | -------- | -------- |
| 1  | 12-02-2021 | Australian Open Melbourne   | G. Chelem | 617 000 A$ | Dur (ext.)   | Barbora Krejčíková Rajeev Ram | Samantha Stosur | 6-1, 6-4 | Parcours |
| 2  | 01-07-2022 | The Championships Wimbledon | G. Chelem | 432 000 £  | Gazon (ext.) | Desirae Krawczyk Neal Skupski | Samantha Stosur | 6-4, 6-3 | Parcours |

## Parcours dans les tournois duGrand Chelem

### En simple
| Année | Open d'Australie | Open d'Australie | Internationaux de France | Internationaux de France | Wimbledon       | Wimbledon      | US Open         | US Open          |
| ----- | ---------------- | ---------------- | ------------------------ | ------------------------ | --------------- | -------------- | --------------- | ---------------- |
| 2010  | 1er tour (1/64)  | Gaël Monfils     | —                        | —                        | —               | —              | —               | —                |
| 2011  | 1er tour (1/64)  | Michael Russell  | —                        | —                        | —               | —              | —               | —                |
| 2012  | 2e tour (1/32)   | Kei Nishikori    | 1er tour (1/64)          | P. Kohlschreiber         | 1er tour (1/64) | Benoît Paire   | 2e tour (1/32)  | Jérémy Chardy    |
| 2013  | 1er tour (1/64)  | Mikhail Youzhny  | —                        | —                        | 1er tour (1/64) | Kei Nishikori  | —               | —                |
| 2014  | 2e tour (1/32)   | Vasek Pospisil   | 1er tour (1/64)          | Pablo Cuevas             | 1er tour (1/64) | Milos Raonic   | 2e tour (1/32)  | Leonardo Mayer   |
| 2015  | —                | —                | —                        | —                        | 2e tour (1/32)  | John Isner     | 1er tour (1/64) | Grigor Dimitrov  |
| 2016  | 1er tour (1/64)  | M. Granollers    | —                        | —                        | —               | —              | —               | —                |
|       |                  |                  |                          |                          |                 |                |                 |                  |
| 2018  | 2e tour (1/32)   | A. Dolgopolov    | 1er tour (1/64)          | Thomas Fabbiano          | 3e tour (1/16)  | Gilles Simon   | 2e tour (1/32)  | P. Kohlschreiber |
| 2019  | 2e tour (1/32)   | Rafael Nadal     | 1er tour (1/64)          | Grégoire Barrère         | 1er tour (1/64) | D. Schwartzman | —               | —                |

N.B. : à droite du résultat se trouve le nom de l'ultime adversaire.

### En double messieurs
| Année | Open d'Australie                                                                          | Open d'Australie                                                                      | Internationaux de France                                                               | Internationaux de France                                                                   | Wimbledon                                                                        | Wimbledon                                                                             | US Open | US Open |
| ----- | ----------------------------------------------------------------------------------------- | ------------------------------------------------------------------------------------- | -------------------------------------------------------------------------------------- | ------------------------------------------------------------------------------------------ | -------------------------------------------------------------------------------- | ------------------------------------------------------------------------------------- | ------- | ------- |
| 2009  | 1er tour (1/32) B. Klein \|\| style="text-align:left;" \| M. Melo André Sá                | —                                                                                     | —                                                                                      | —                                                                                          | —                                                                                | —                                                                                     | —       |         |
| 2010  | 1er tour (1/32) B. Klein \|\| style="text-align:left;" \| M. Granollers T. Robredo        | —                                                                                     | —                                                                                      | —                                                                                          | —                                                                                | —                                                                                     | —       |         |
| 2011  | 1er tour (1/32) Peter Luczak \|\| style="text-align:left;" \| Sam Groth Greg Jones        | —                                                                                     | —                                                                                      | —                                                                                          | —                                                                                | 1er tour (1/32) A. Bogomolov \|\| style="text-align:left;" \| F. Ferreiro Rui Machado |         |         |
| 2012  | 1er tour (1/32) C. Guccione \|\| style="text-align:left;" \| M. Bhupathi R. Bopanna       | 1/4 de finale R. Harrison \|\| style="text-align:left;" \| Max Mirnyi D. Nestor       | 1er tour (1/32) R. Harrison \|\| style="text-align:left;" \| Ivo Karlović F. Moser     | 2e tour (1/16) B. Tomic \|\| style="text-align:left;" \| A. Bogomolov Raven Klaasen        |                                                                                  |                                                                                       |         |         |
| 2013  | 1er tour (1/32) R. Harrison \|\| style="text-align:left;" \| M. Baghdatís G. Dimitrov     | —                                                                                     | —                                                                                      | 2e tour (1/16) J. Delgado \|\| style="text-align:left;" \| Leander Paes R. Štěpánek        | —                                                                                | —                                                                                     |         |         |
| 2014  | 1er tour (1/32) J. Duckworth \|\| style="text-align:left;" \| D. Marrero F. Verdasco      | 1er tour (1/32) D. Toursounov \|\| style="text-align:left;" \| D. Nestor N. Zimonjić  | 1er tour (1/32) Sam Groth \|\| style="text-align:left;" \| Bob Bryan Mike Bryan        | 1er tour (1/32) Ivo Karlović \|\| style="text-align:left;" \| Lu Y-h. Jiří Veselý          |                                                                                  |                                                                                       |         |         |
| 2015  | 1er tour (1/32) Matt Reid \|\| style="text-align:left;" \| D. Inglot F. Mergea            | —                                                                                     | —                                                                                      | 1er tour (1/32) James Ward \|\| style="text-align:left;" \| T. Gabashvili Lu Yen-hsun      | —                                                                                | —                                                                                     |         |         |
|       |                                                                                           |                                                                                       |                                                                                        |                                                                                            |                                                                                  |                                                                                       |         |         |
| 2017  | 2e tour (1/16) M. Barton \|\| style="text-align:left;" \| P. Carreño G. García            | —                                                                                     | —                                                                                      | —                                                                                          | —                                                                                | —                                                                                     | —       |         |
| 2018  | 1er tour (1/32) John Millman \|\| style="text-align:left;" \| P.-H. Herbert Nicolas Mahut | 1er tour (1/32) Donald Young \|\| style="text-align:left;" \| Calvin Hemery S. Robert | 2e tour (1/16) Taylor Fritz \|\| style="text-align:left;" \| Jamie Murray Bruno Soares | 2e tour (1/16) J. Withrow \|\| style="text-align:left;" \| Rohan Bopanna É. Roger-Vasselin |                                                                                  |                                                                                       |         |         |
| 2019  | 1er tour (1/32) R. Lindstedt \|\| style="text-align:left;" \| S. Johnson D. Kudla         | 1er tour (1/32) J.-P. Smith \|\| style="text-align:left;" \| J. S. Cabal R. Farah     | 2e tour (1/16) V. Pospisil \|\| style="text-align:left;" \| R. Ram J. Salisbury        | —                                                                                          | —                                                                                |                                                                                       |         |         |
| 2020  | 1er tour (1/32) A. Bolt \|\| style="text-align:left;" \| A. Molteni H. Nys                | —                                                                                     | —                                                                                      | Annulé                                                                                     | Annulé                                                                           | —                                                                                     | —       |         |
| 2021  | 1/4 de finale J.-P. Smith \|\| style="text-align:left;" \| I. Dodig F. Polášek            | 1er tour (1/32) J.-P. Smith \|\| style="text-align:left;" \| R. Haase J.-L. Struff    | 2e tour (1/16) J.-P. Smith \|\| style="text-align:left;" \| A. Behar G. Escobar        | 1/4 de finale M. Purcell \|\| style="text-align:left;" \| R. Ram J. Salisbury              |                                                                                  |                                                                                       |         |         |
| 2022  | Finale M. Purcell                                                                         | T. Kokkinakis N. Kyrgios                                                              | 1er tour (1/32) M. Purcell \|\| style="text-align:left;" \| L. Sonego A. Vavassori     | Victoire M. Purcell                                                                        | Nikola Mektić Mate Pavić                                                         | 1/8 de finale M. Purcell \|\| style="text-align:left;" \| W. Koolhof Neal Skupski     |         |         |
| 2023  | 1er tour (1/32) R. Bopanna \|\| style="text-align:left;" \| A. Erler L. Miedler           | 1er tour (1/32) R. Bopanna \|\| style="text-align:left;" \| S. Doumbia F. Reboul      | 1/2 finale R. Bopanna \|\| style="text-align:left;" \| W. Koolhof Neal Skupski         | Finale R. Bopanna                                                                          | R. Ram J. Salisbury                                                              |                                                                                       |         |         |
| 2024  | Victoire R. Bopanna                                                                       | S. Bolelli A. Vavassori                                                               | 1/2 finale R. Bopanna \|\| style="text-align:left;" \| S. Bolelli A. Vavassori         | 2e tour (1/16) R. Bopanna \|\| style="text-align:left;" \| C. Frantzen H. Jebens           | 1/8 de finale R. Bopanna \|\| style="text-align:left;" \| M. González A. Molteni |                                                                                       |         |         |

N.B. : le nom du partenaire se trouve sous le résultat ; les noms des ultimes adversaires se trouvent à droite.

### En double mixte
| Année | Open d'Australie                                                                    | Open d'Australie                                                                    | Internationaux de France                                                      | Internationaux de France                                                               | Wimbledon                                                                              | Wimbledon                                                                           | US Open | US Open |
| ----- | ----------------------------------------------------------------------------------- | ----------------------------------------------------------------------------------- | ----------------------------------------------------------------------------- | -------------------------------------------------------------------------------------- | -------------------------------------------------------------------------------------- | ----------------------------------------------------------------------------------- | ------- | ------- |
| 2012  | 2e tour (1/8) C. Dellacqua \|\| style="text-align:left;" \| L. Raymond R. Bopanna   | —                                                                                   | —                                                                             | —                                                                                      | —                                                                                      | —                                                                                   | —       |         |
| 2013  | Victoire J. Gajdošová                                                               | L. Hradecká F. Čermák                                                               | —                                                                             | —                                                                                      | —                                                                                      | —                                                                                   | —       | —       |
| 2014  | 1/2 finale J. Gajdošová \|\| style="text-align:left;" \| S. Mirza H. Tecău          | —                                                                                   | —                                                                             | —                                                                                      | —                                                                                      | —                                                                                   | —       |         |
|       |                                                                                     |                                                                                     |                                                                               |                                                                                        |                                                                                        |                                                                                     |         |         |
| 2018  | 1er tour (1/16) M. Adamczak \|\| style="text-align:left;" \| D. Schuurs J.-J. Rojer | —                                                                                   | —                                                                             | —                                                                                      | —                                                                                      | —                                                                                   | —       |         |
|       |                                                                                     |                                                                                     |                                                                               |                                                                                        |                                                                                        |                                                                                     |         |         |
| 2020  | 2e tour (1/8) J. Moore \|\| style="text-align:left;" \| G. Dabrowski H. Kontinen    | Annulé                                                                              | Annulé                                                                        | Annulé                                                                                 | Annulé                                                                                 | Annulé                                                                              | Annulé  |         |
| 2021  | Finale S. Stosur                                                                    | B. Krejčíková R. Ram                                                                | —                                                                             | —                                                                                      | 2e tour (1/16) S. Stosur \|\| style="text-align:left;" \| G. Dabrowski M. Pavić        | —                                                                                   | —       |         |
| 2022  | 2e tour (1/8) S. Stosur \|\| style="text-align:left;" \| J. Fourtis J. Kubler       | 1/4 de finale S. Stosur \|\| style="text-align:left;" \| E. Shibahara W. Koolhof    | Finale S. Stosur                                                              | D. Krawczyk N. Skupski                                                                 | 1/4 de finale S. Stosur \|\| style="text-align:left;" \| K. Flipkens É. Roger-Vasselin |                                                                                     |         |         |
| 2023  | 1er tour (1/16) S. Stosur \|\| style="text-align:left;" \| Demi Schuurs N. Mektić   | 2e tour (1/8) L. Kichenok \|\| style="text-align:left;" \| A. Muhammad L. Glasspool | 1/4 de finale E. Perez \|\| style="text-align:left;" \| O. Nicholls J. O'Mara | 1er tour (1/16) N. Melichar \|\| style="text-align:left;" \| A. Danilina H. Heliövaara |                                                                                        |                                                                                     |         |         |
| 2024  | 2e tour (1/8) S. Hunter \|\| style="text-align:left;" \| J. Fourlis A. Harris       | —                                                                                   | —                                                                             | —                                                                                      | —                                                                                      | 1/4 de finale B. Krejčíková \|\| style="text-align:left;" \| A. Sutjiadi R. Bopanna |         |         |
| 2025  | —                                                                                   | —                                                                                   | —                                                                             | —                                                                                      | 1er tour (1/16) J. Ostapenko \|\| style="text-align:left;" \| T. Townsend E. King      | —                                                                                   | —       |         |

N.B. : le nom de la partenaire se trouve sous le résultat ; les noms des ultimes adversaires se trouvent à droite.

## Participation auxMasters

### En double
| Année | Ville | Surface    | Partenaire    | Résultats | Résultat final    |
| ----- | ----- | ---------- | ------------- | --------- | ----------------- |
| 2023  | Turin | Dur (int.) | Rohan Bopanna | 2v, 2d    | Demi-finaliste    |
| 2024  | Turin | Dur (int.) | Rohan Bopanna | 1v, 2d    | Éliminé en poules |

## Parcours dans lesMasters 1000
| Année | Indian Wells             | Miami                | Monte-Carlo | Madrid | Rome | Canada               | Cincinnati | Shanghai                  | Paris                |
| ----- | ------------------------ | -------------------- | ----------- | ------ | ---- | -------------------- | ---------- | ------------------------- | -------------------- |
| 2011  | 1er tour M. Zverev       | —                    | —           | —      | —    | —                    | —          | 1/4 de finale A. Murray   | —                    |
| 2012  | 1/8 de finale John Isner | 1er tour Sam Querrey | —           | —      | —    | 2e tour Mardy Fish   | —          | —                         | —                    |
| 2013  | 2e tour G. Dimitrov      | —                    | —           | —      | —    | —                    | —          | —                         | —                    |
| 2014  | 1er tour L. Hewitt       | 2e tour A. Murray    | —           | —      | —    | —                    | —          | —                         | —                    |
|       |                          |                      |             |        |      |                      |            |                           |                      |
| 2018  | 1er tour G. Monfils      | 2e tour Chung Hyeon  | —           | —      | —    | 1er tour P. Polansky | —          | 1/4 de finale Borna Ćorić | 2e tour K. Khachanov |
| 2019  | 1er tour I. Karlović     | 1er tour Radu Albot  | —           | —      | —    | —                    | —          | —                         | —                    |

N.B. : sous le résultat se trouve le nom de l’ultime adversaire.

## Victoires sur le top 10
Toutes ses victoires sur des joueurs classés dans le top 10 de l'ATP lors de la rencontre.
| Légende      |
| ------------ |
| Grand Chelem |
| Masters 1000 |
| ATP 500      |
| ATP 250      |
| Coupe Davis  |

| # | M.E.  | Tournoi      | Année | Surface | Adversaire    | Rang | Tour | Score           |
| - | ----- | ------------ | ----- | ------- | ------------- | ---- | ---- | --------------- |
| 1 | no 91 | Indian Wells | 2012  | Dur     | Mardy Fish    | no 8 | 1/16 | 6-3, 6-4        |
| 2 | no 51 | Wimbledon    | 2018  | Gazon   | David Goffin  | no 9 | 1/64 | 6-4, 6-3, 6-4   |
| 3 | no 51 | Shanghai     | 2018  | Dur     | Dominic Thiem | no 7 | 1/16 | 6-4, 68-7, 7-64 |

## Classements ATP en fin de saison
| Année          | 2005 | 2006 | 2007 | 2008 | 2009 | 2010 | 2011 | 2012 | 2013 | 2014 | 2015 | 2016 | 2017 | 2018 | 2019 | 2020 | 2021 | 2022 | 2023 | 2024 |
| Rang en simple | 1523 | 871  | 637  | 301  | 331  | 183  | 86   | 103  | 79   | 237  | 106  | 695  | 76   | 46   | 246  | 317  | 232  | 744  | –    | –    |
| Rang en double | –    | 666  | 566  | 301  | 420  | 207  | 92   | 70   | 224  | 89   | 188  | 584  | 232  | 107  | 121  | 117  | 57   | 26   | 4    | 13   |

Source : (en) Classements de Matthew Ebden sur le site officiel de la Fédération internationale de tennis